# هزارمین سالگرد زادروز ابن سینا (تمبر)
تمبر هزارمین سالگرد زادروز ابن سینا تمبری است از نوع یادبود که به مناسبت هزارمین سالگرد زادروز ابن سینا و در سال ۱۳۲۶ هجری خورشیدی، در پنج سری چاپ گردید. این تمبر توسط پست ایران منتشر گردید. آرامگاه کوروش بزرگ، کاخ تچر، سرباز هخامنشی، خزانه تخت جمشید و سنگ نگاره‌ای در تخت جمشید نگاره‌های روی این سری از تمبرها هستند.